# نیروگاه برق‌آبی بوختارما
نیروگاه برق‌آبی بوختارما (به قزاقی: Bukhtarma Hydroelectric Power Plant) یک سد و نیروگاه برقابی در قزاقستان است که در استان قزاقستان شرقی واقع شده‌است.